# Cuzistão (província do Império Sassânida)
Cuzistão, Cuzestão ou Huzistão (em persa médio: 𐭧𐭥𐭰𐭮𐭲𐭭; romaniz.: Hūzistān) era uma província do Império Sassânida na Antiguidade Tardia, que quase correspondia à atual província iraniana de Cuzistão. Sua capital era Bendosabora. Durante o final do Império Sassânida, a província foi incluída no quadrante sul (kuste) de Ninruz.

## Nome
O nome de Cuzistão (que significa "a terra dos cuzes") remonta ao período elamita, quando era usado para se referir aos habitantes que viviam na região desde o III milênio a.C. até a ascensão do Império Aquemênida em 539 a.C..

## Distritos
A divisão administrativa do Cuzistão é incerta, pois as fontes árabes apontam relatórios variados. Foi dividido pelo menos em sete distritos (rostague ou tasugue), sendo o maior deles Hormisda-Ardaxir, enquanto os outros eram: Rustã Cavade, Xustar, Susã, Bendosabora, Rã-Hormisda e Dauraque.

## História
Sob os partos, o Cuzistão era conhecido como Elimaida, um sub-reino parta, que em cerca de 221 foi derrotado e conquistado pelo príncipe persa Artaxer I, que mais tarde derrubaria os partos e estabeleceria o Império Sassânida. O Cuzistão é atestado como província na inscrição do Cubo de Zaratustra do segundo xainxá, Sapor I (r. 240–270). Lá é mencionado logo após Pérsis e Pártia, o país dos sassânidas e partas respectivamente, o que demonstra sua importância. O proeminente sacerdote zorastrista Cartir também menciona a província em sua inscrição em Naques-e Rajabe. Em cerca 260, Sapor fundou a cidade de Bendosabora (em persa médio: Weh-Andiōk-Šābuhr), que foi estabelecida em uma vila chamada Pilabade, situada entre Susã e Xustar. A cidade, construída como um local para estabelecer prisioneiros de guerra romanos, posteriormente tornou-se uma residência real de verão e a capital do Cuzistão. O filho e sucessor de Sapor I, Hormisda I (r. 270–271) fundou duas cidades no Cuzistão: Hormisda-Ardaxir e Rã-Hormisda. Durante o reinado de Vararanes II (r. 274–293), um sumo sacerdote (mobade) se revoltou no Cuzistão e ocupou brevemente a província.
Sob Cavades I (r. 488–496, 498–531) e seu filho e sucessor Cosroes I (r. 531–579), o império foi dividido em quatro regiões de fronteira (custe em persa médio), com um comandante militar (aspabedes) responsável por cada distrito. As regiões fronteiriças eram conhecidas como Coração (leste), Cuararão (oeste), Ninruz (sul) e Azerbaijão (norte). O Cuzistão estava junto com Pérsis dentro do distrito sul. Carmânia e Sacastão também foram incluídos algumas vezes. O Cuzistão, em 642, foi uma das primeiras províncias a cair durante a conquista muçulmana da Pérsia.

## População
A população estava centrada principalmente em torno de seus sistemas de rios e canais. O norte e o leste eram povoados por uma amálgama de iranianos e elamitas, enquanto a porção ocidental era povoada por populações de língua aramaica. Deportados romanos e indianos também viviam na província.

## Cunhagem
O Cuzistão serviu como um dos locais de destaque dos sassânidas, conhecido por sua abreviação de "HŪZ". A cidade de Rã-Hormisda produziu moedas desde pelo menos o século III. Uma casa da moeda foi estabelecida em Hormisda-Ardaxir durante o reinado de Artaxer II (r. 379–383), e uma casa da moeda foi estabelecida em Bendosabora e Susã durante o reinado de Vararanes IV (r. 388–399).